# Denis Alexandrowitsch Mossaljow
Denis Alexandrowitsch Mossaljow (russisch Денис Александрович Мосалёв; * 28. Februar 1986 in Kartaly, Russische SFSR) ist ein russischer Eishockeyspieler, der seit Juli 2018 beim HK Sotschi in der Kontinentalen Hockey-Liga unter Vertrag steht.

## Karriere
Denis Mossaljow begann seine Karriere als Eishockeyspieler in der Nachwuchsabteilung des HK Metallurg Magnitogorsk, für dessen zweite Mannschaft er von 2003 bis 2005 in der drittklassigen Perwaja Liga aktiv war. Die Saison 2005/06 verbrachte der Angreifer bei Energija Kemerowo aus der Wysschaja Liga, der zweiten russischen Spielklasse, für das er sein Debüt im professionellen Eishockey gab. In insgesamt 48 Zweitligaspielen erzielte er dabei fünf Tore und gab neun Vorlagen. Zur Saison 2006/07 kehrte er nach Magnitogorsk zurück und wurde mit der Profimannschaft des HK Metallurg Russischer Meister. Zu diesem Erfolg trug er mit vier Toren und zwei Vorlagen in 13 Spielen bei.  
Von 2007 bis 2010 stand Mossaljow beim HK MWD Balaschicha unter Vertrag, für den er zunächst in der Superliga und ab der Saison 2008/09 in der neu gegründeten Kontinentalen Hockey-Liga zum Einsatz kam. Mit dem HK MWD unterlag er in der Saison 2009/10 dem Ligarivalen Ak Bars Kasan erst im Finale der Playoffs um den Gagarin-Pokal. Nach der Spielzeit wurde der HK MWD mit dem HK Dynamo Moskau fusioniert und der Linksschütze erhielt einen Vertrag für die Saison 2010/11 bei deren Nachfolgeteam OHK Dynamo. Mit dem OHK gewann er 2012 seinen ersten Gagarin-Pokal und konnte diesen Erfolg 2013 – nach der Rück-Benennung des Klubs in HK Dynamo Moskau – wiederholen. Nach der Saison 2014/15 lief sein Vertrag mit Dynamo aus und Mossaljow wechselte zu Lokomotive Jaroslawl. Dort stand er insgesamt drei Jahre unter Vertrag und absolvierte für Lokomotive über 170 KHL-Partien.

## Erfolge und Auszeichnungen
- 2007 Russischer Meister mit dem HK Metallurg Magnitogorsk
- 2010 Gagarin-Pokal-Finalist mit dem HK MWD Balaschicha
- 2012 Gagarin-Pokal-Gewinn mit dem OHK Dynamo
- 2013 Gagarin-Pokal-Gewinn mit dem HK Dynamo Moskau

## Statistik
(Stand: Ende der Saison 2018/19)